# 寶木車站
寶木車站（日语：／ Hōgi eki */?）是一由西日本旅客鐵道（JR西日本）所經營的鐵路車站，位於日本鳥取縣鳥取市氣高町，是JR西日本山陰本線的沿線車站之一，屬於中國統括本部所管轄的範圍。寶木車站的站房內可以見到山陰合同銀行的分店（寶木代理店），並同時提供代售車票的服務，是個簡易委託車站。

## 車站結構
側式月台1面1線與島式月台1面2線，合計2面3線的地面車站。站舍位於側式的1號月台側，月台以跨線橋連絡。

### 月台配置
| 月台 | 路線     | 方向 | 目的地         | 備註         |
| ---- | -------- | ---- | -------------- | ------------ |
| 1    | 山陰本線 | 上行 | 鳥取、濱坂方向 |              |
| 2    | 山陰本線 | 下行 | 倉吉、米子方向 |              |
| 3    | 山陰本線 | 下行 | 倉吉、米子方向 | 只限待避列車 |
| 3    | 山陰本線 | 上行 | 鳥取、濱坂方向 | 只限待避列車 |

## 相鄰車站
※快速「鳥取Liner」（下行約半數程度，上行為平日1班、周六、假日2班停靠）的相鄰停車站參見列車條目。
西日本旅客鐵道
 山陰本線
末恒－寶木－濱村